# Anolis koopmani
Anolis koopmani е вид влечуго от семейство Dactyloidae. Видът е застрашен от изчезване.

## Разпространение
Разпространен е в Хаити.